# خابازینو
خابازینو (به لاتین: Khabazino) یک منطقهٔ مسکونی در روسیه است که در سرزمین آلتای واقع شده‌است.